# Wellcome Trust
O Wellcome Trust é uma instituição filantrópica de apoio à de pesquisa com sede em Londres, no Reino Unido. Foi criada em 1936 com legados do magnata farmacêutico Sir Henry Wellcome  com o objetivo de financiar pesquisas para melhorar a saúde humana e animal. O objetivo do Wellcome Trust é "alcançar melhorias extraordinárias na saúde, apoiando as mentes mais brilhantes" e age no financiamento tanto da pesquisa biomédica, como apoiando a compreensão pública da ciência. Tinha um dote financeiro de de £25,9  bilhões em 2018, sendo a quarta fundação de caridade mais rica do mundo. Em 2012, o Wellcome Trust foi descrito pelo Financial Times como o maior provedor  não-governamental do Reino Unido de financiamento para pesquisa científica e um dos maiores fornecedores do mundo.

## Sedes

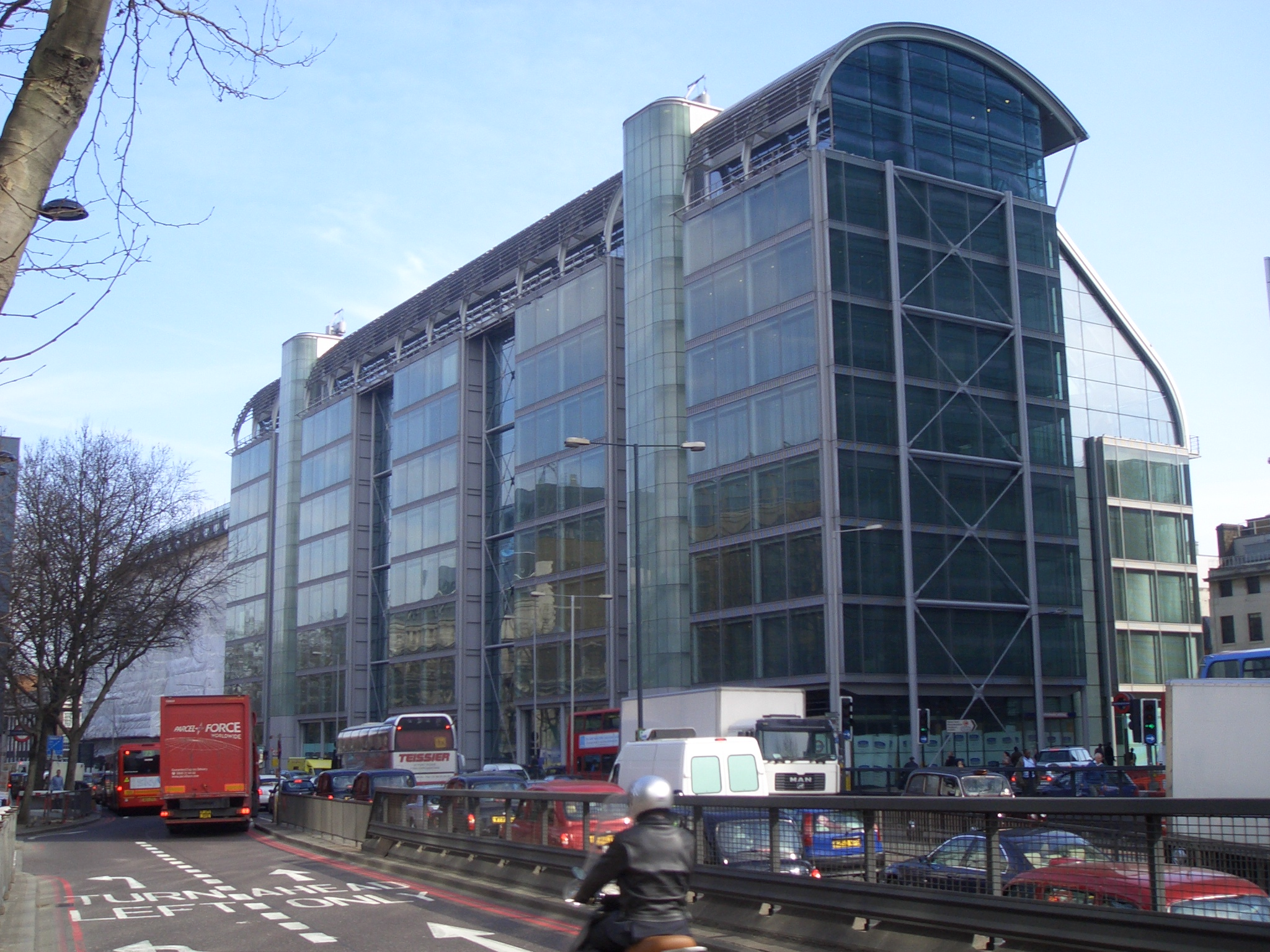
O Edifício Gibbs na Euston Road

As operações do Wellcome Trust são geridas a partir de dois edifícios na Euston Road, em Londres . O Wellcome Building, situado em  Euston Road, número 183, foi construído em 1932 e abriga a Wellcome Collection, e o edifício adjacente em vidro e aço é o Edifício Gibbs, que foi inaugurado em 2004 como sede administrativa da Wellcome Trust. Em 2019, o Wellcome Trust também abriu um escritório em Berlim.

## História
A instituiçao foi estabelecida para administrar a fortuna do magnata farmacêutico americano Sir Henry Wellcome. Sua renda foi derivada a empresa originalmente chamada Burroughs Wellcome, depois renomeada no Reino Unido como Wellcome Foundation Ltd. Em 1986, o Wellcome Trust vendeu 25% das ações ao público. Supervisionado pelo novo Diretor de Finanças Ian Macgregor, isso marcou o início de um período de crescimento financeiro que viu o valor do trust aumentar em quase 14 bilhões de libras esterlinas em 14 anos, conforme seus interesses ultrapassavam os limites da indústria farmacêutica.
Em 1995, a fundaçao se desfez de seu interece em produtos farmacêuticos, vendendo todo o estoque restante para a GlaxoSmithKline, a histórica rival britânica da empresa, criando a GlaxoWellcome. Em 2000, o nome Wellcome desapareceu completamente quando a GlaxoWellcome se fundiu com a SmithKline Beecham, para formar a GlaxoSmithKline.

## Atividades

### Pesquisa biomédica

#### Principais investimentos
O Wellcome Trust financia ou co-financia várias iniciativas importantes de pesquisa biomédica: 
- O Projeto Genoma do Câncer no Wellcome Trust Sanger Institute .
- O Structural Genomics Consortium, uma organização internacional focada em estruturas tridimensionais de proteínas de relevância médica, com ênfase em dados abertos .
- O Wellcome Trust Sanger Institute, um instituto britânico de pesquisa em genômica e genética sem fins lucrativos .[7]
- Biobank do Reino Unido e Conselho de Ética e Governança do Biobank do Reino Unido .

#### Iniciativa de descoberta de medicamentos
Também conhecida como SDDI (Seeding Drug Discovery Initiative). essa iniciativa de cinco anos começou em outubro de 2005 com a missão "de facilitar o desenvolvimento de pequenas moléculas semelhantes a medicamentos que atendem às necessidades médicas não atendidas". A SDDI foi sediada em Londres e gerenciada por Richard Davis.  No início de 2010, a SDDI havia fornecido mais de £ 80   milhões em 30 projetos divididos entre instituições acadêmicas e empresas.  No início de 2010, todos, exceto um dos destinatários da empresa, eram start-ups ou spin-outs .  Em maio de 2010, mais £ 110  milhões foram adicionados ao fundo SDDI com a intenção de estender a iniciativa por mais 5 anos.

##### Apoio à pesquisa e desenvolvimento contra a COVID-19
O Wellcome Trust anunciou a necessidade de pelo menos US $ 8 bilhões em novos fundos para pesquisa, desenvolvimento e fornecimento de tratamentos relacionados ao COVID-19.

### Melhorando a cultura de pesquisa
Em setembro de 2019, o Wellcome Trust lançou uma iniciativa para reimaginar a pesquisa e melhorar a forma que pesquisas cientficas so conduzidas.

### Suporte para acesso aberto e dados abertos
O Wellcome Trust desempenha um papel importante no incentivo à publicação de pesquisas em repositórios de acesso aberto, como o Europe PubMed Central (EuropePMC).
Em 2016, o Wellcome Trust fez parceria com os Institutos Nacionais de Saúde dos EUA (NIH) e o Howard Hughes Medical Institute para lançar o Open Science Prize para "ajudar a desenvolver serviços, ferramentas e plataformas que permitem descobrir, avaliar e abrir conteúdo aberto" e reutilizado de maneira a promover a descoberta e estimular a inovação ".
Em 2016, a Wellcome Trust anunciou que lançaria o Wellcome Open Research, um sistema de publicação de acesso aberto em execução na plataforma F1000 Research . As cobranças de processamento de artigos serão cobertas diretamente pelo Wellcome Trust. Os documentos do sistema estão agora indexados no PubMed Central .